# Gommerville (Seine-Maritime)
Pour les articles homonymes, voir Gommerville.
Gommerville est une commune française située dans le département de la Seine-Maritime en région Normandie.

## Géographie

### Description
Gommerville est un village du plateau cauchois, situé à une vingtaine de kilomètres à l'est du Havre.

### Communes limitrophes
| Graimbouville | Saint-Gilles-de-la-Neuville |                   |
| Étainhus      | Gommerville                 | Les Trois-Pierres |
| Épretot       | Saint-Romain-de-Colbosc     |                   |

### Hydrographie
La commune est située dans le bassin Seine-Normandie. Elle n'est drainée par aucun cours d'eau,. Néanmoins un plan d'eau est présent sur le territoire communal : la mare des Vallées (0,14 ha),.

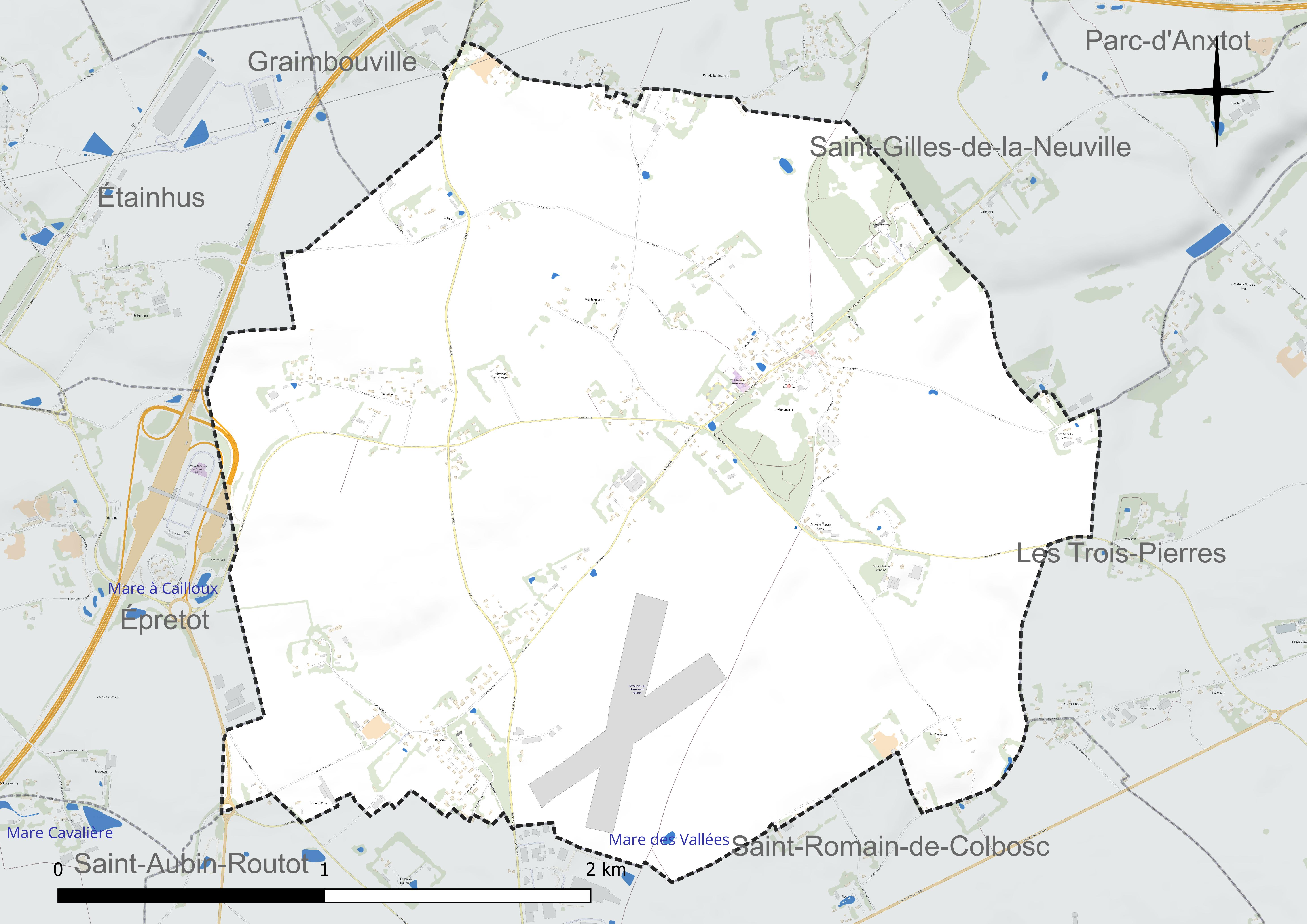
Réseau hydrographique de Gommerville.

### Climat
Pour des articles plus généraux, voir Climat de la Normandie et Climat de la Seine-Maritime.
En 2010, le climat de la commune est de type climat océanique franc, selon une étude du CNRS s'appuyant sur une série de données couvrant la période 1971-2000. En 2020, Météo-France publie une typologie des climats de la France métropolitaine dans laquelle la commune est exposée à un climat océanique et est dans la région climatique Côtes de la Manche orientale, caractérisée par un faible ensoleillement (1 550 h/an) ; forte humidité de l’air (plus de 20 h/jour avec humidité relative > 80 % en hiver), vents forts fréquents. Parallèlement le GIEC normand, un groupe régional d’experts sur le climat, différencie quant à lui, dans une étude de 2020, trois grands types de climats pour la région Normandie, nuancés à une échelle plus fine par les facteurs géographiques locaux. La commune est, selon ce zonage, exposée à un « climat maritime », correspondant au Pays de Caux, frais, humide et pluvieux, légèrement plus frais que dans le Cotentin.
Pour la période 1971-2000, la température annuelle moyenne est de 10,1 °C, avec une amplitude thermique annuelle de 13,2 °C. Le cumul annuel moyen de précipitations est de 974 mm, avec 13,3 jours de précipitations en janvier et 8,7 jours en juillet. Pour la période 1991-2020, la température moyenne annuelle observée sur la station météorologique la plus proche, située sur la commune de Octeville-sur-Mer à 18 km à vol d'oiseau, est de 11,5 °C et le cumul annuel moyen de précipitations est de 790,7 mm,. Pour l'avenir, les paramètres climatiques de la commune estimés pour 2050 selon différents scénarios d’émission de gaz à effet de serre sont consultables sur un site dédié publié par Météo-France en novembre 2022.

## Urbanisme

### Typologie
Au 1er janvier 2024, Gommerville est catégorisée commune rurale à habitat dispersé, selon la nouvelle grille communale de densité à sept niveaux définie par l'Insee en 2022.
Elle appartient à l'unité urbaine de Saint-Romain-de-Colbosc, une agglomération intra-départementale regroupant trois  communes, dont elle est une commune de la banlieue,,. Par ailleurs la commune fait partie de l'aire d'attraction du Havre, dont elle est une commune de la couronne,. Cette aire, qui regroupe 116 communes, est catégorisée dans les aires de 200 000 à moins de 700 000 habitants,.

### Occupation des sols
L'occupation des sols de la commune, telle qu'elle ressort de la base de données européenne d’occupation biophysique des sols Corine Land Cover (CLC), est marquée par l'importance des territoires agricoles (96,2 % en 2018), une proportion sensiblement équivalente à celle de 1990 (96,6 %). La répartition détaillée en 2018 est la suivante : 
terres arables (80,6 %), zones agricoles hétérogènes (10,9 %), prairies (4,7 %), espaces verts artificialisés, non agricoles (2,7 %), zones urbanisées (0,7 %), zones industrielles ou commerciales et réseaux de communication (0,4 %). L'évolution de l’occupation des sols de la commune et de ses infrastructures peut être observée sur les différentes représentations cartographiques du territoire : la carte de Cassini (XVIIIe siècle), la carte d'état-major (1820-1866) et les cartes ou photos aériennes de l'IGN pour la période actuelle (1950 à aujourd'hui).

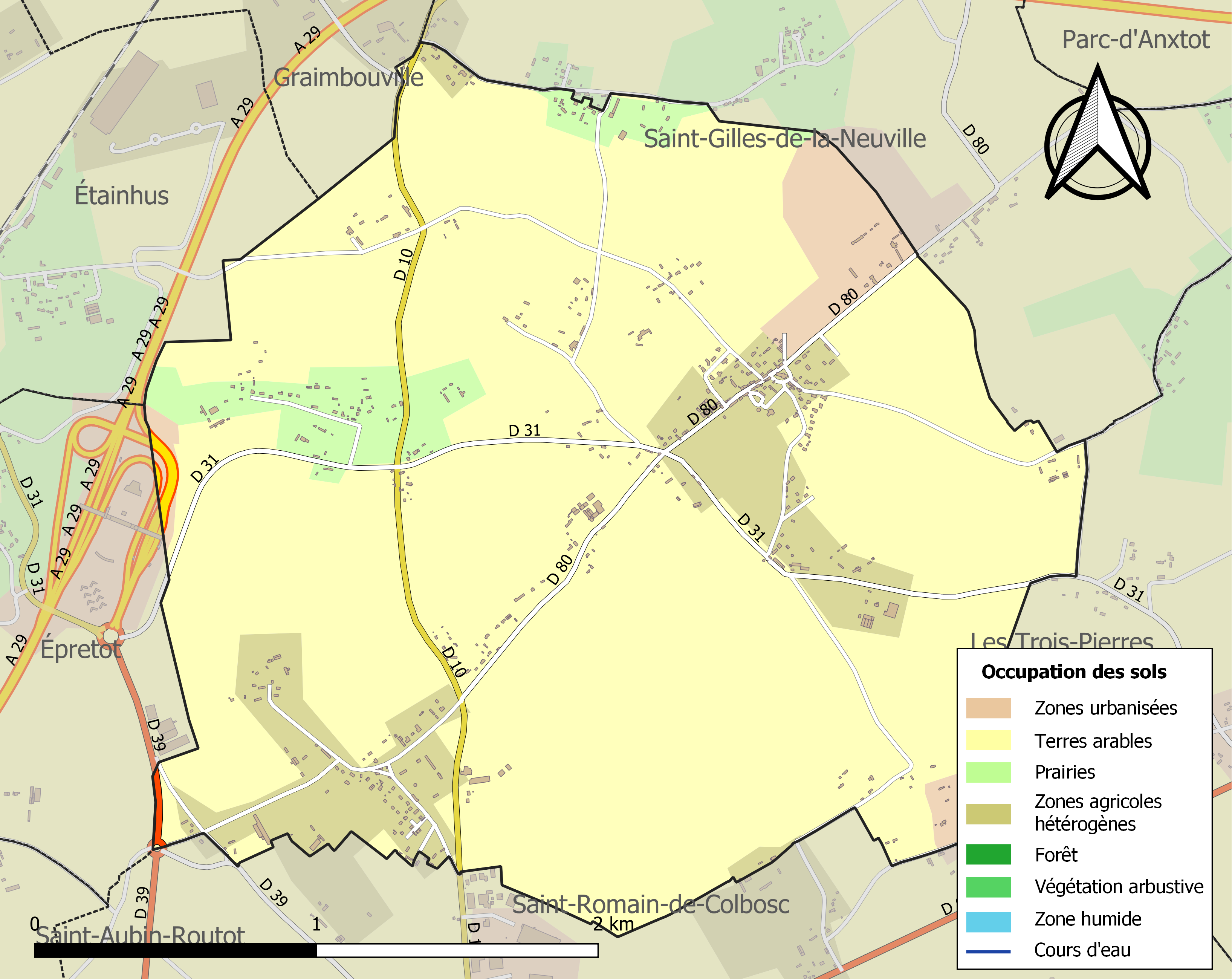
Carte des infrastructures et de l'occupation des sols de la commune en 2018 (CLC).

## Toponymie
Le nom de la localité est attesté sous la forme Gomervilla en 1181-1183.

## Politique et administration
| Période                                  | Période                    | Identité              | Étiquette | Qualité |
| ---------------------------------------- | -------------------------- | --------------------- | --------- | ------- |
| Les données manquantes sont à compléter. |                            |                       |           |         |
| 1902                                     |                            | M. Hocquart de Turtot |           |         |
| Les données manquantes sont à compléter. |                            |                       |           |         |
| mars 2001                                | 2014                       | Roger Ribet           |           |         |
| 2014                                     | mai 2020                   | Nadine Boutigny       |           |         |
| mai 2020                                 | En cours (au 10 août 2020) | Arnaud Lenoble        |           |         |

## Démographie
L'évolution du nombre d'habitants est connue à travers les recensements de la population effectués dans la commune depuis 1793. Pour les communes de moins de 10 000 habitants, une enquête de recensement portant sur toute la population est réalisée tous les cinq ans, les populations de référence des années intermédiaires étant quant à elles estimées par interpolation ou extrapolation. Pour la commune, le premier recensement exhaustif entrant dans le cadre du nouveau dispositif a été réalisé en 2005.

En 2022, la commune comptait 740 habitants, en évolution de +1,65 % par rapport à 2016 (Seine-Maritime : +0,35 %, France hors Mayotte : +2,11 %).
| 1793 | 1800 | 1806 | 1821 | 1831 | 1836 | 1841 | 1846 | 1851 |
| ---- | ---- | ---- | ---- | ---- | ---- | ---- | ---- | ---- |
| 553  | 600  | 578  | 636  | 534  | 585  | 615  | 616  | 590  |

| 1856 | 1861 | 1866 | 1872 | 1876 | 1881 | 1886 | 1891 | 1896 |
| ---- | ---- | ---- | ---- | ---- | ---- | ---- | ---- | ---- |
| 575  | 561  | 537  | 532  | 546  | 543  | 506  | 508  | 494  |

| 1901 | 1906 | 1911 | 1921 | 1926 | 1931 | 1936 | 1946 | 1954 |
| ---- | ---- | ---- | ---- | ---- | ---- | ---- | ---- | ---- |
| 491  | 486  | 504  | 487  | 523  | 536  | 508  | 677  | 694  |

| 1962 | 1968 | 1975 | 1982 | 1990 | 1999 | 2005 | 2006 | 2010 |
| ---- | ---- | ---- | ---- | ---- | ---- | ---- | ---- | ---- |
| 608  | 522  | 540  | 602  | 604  | 648  | 698  | 706  | 719  |

| 2015 | 2020 | 2022 | - | - | - | - | - | - |
| ---- | ---- | ---- | - | - | - | - | - | - |
| 717  | 726  | 740  | - | - | - | - | - | - |

## Culture locale et patrimoine

### Lieux et monuments
- Le château de Filières est une demeure classée au titre des monuments historiques[23] et ouverte à la visite.  Site classé (1942)
- Le manoir de Rebomare fait l'objet d'une inscription au titre des monuments historiques depuis le 31 décembre 1985[24].
- Église Saint-Martin.

### Personnalités liées à la commune
- Jean-Lou Chameau (né en 1953). Il fut, notamment sur la période 2006-2013, président de California Institute of Technology.

### Héraldique
| Armes de Gommerville | Les armes de la commune de Gommerville se blasonnent ainsi : d’or à la tour de gueules, ouverte et ajourée du champ, au chef d’azur chargé d’une colombe accosté des lettres G et V capitales, le tout d’argent. |